# Иван Ђаја
Иван Ђаја (фр. Jean Giaja; Авр, 21. јул 1884 — Београд, 1. октобар 1957) био је српски биолог, физиолог, писац, универзитетски професор и академик. Ђаја је био професор и ректор Универзитета у Београду, редовни члан Српске академије наука и уметности и оснивач Физиолошког завода (1910) и прве Катедре за физиологију међу Јужним Словенима.

## Биографија
Рођен је у Француској, покрајина Нормандија, град Ле Авр (фр. Le Havre). Мајка Делфина Депоа-Анже (1861–1902) је била Францускиња, а отац Божидар (1850—1914) Србин из Дубровника, по занимању поморски капетан. Имао је млађег брата Александра (-1969), који је такође рођен у Француској и сестру Олгу (1892—1974). Његов стриц је био радикални политичар Јован Ђаја. Године 1890. породица је прешла да живи у Београд, где му је отац радио као капетан пароброда „Делиград“, до 1907.

### Школовање
Основну школу и гимназију је завршио у Београду. У Француску је отишао по завршеној матури 1902. године, и прву годину је провео као ученик лицеја Корнеј у Руану, а затим се уписао на Сорбону. Један од школских другова био му је Ерцог Емил, који ће под псеудонимом Андреа Мороа, постати познати француски писац. Током студија је једно време радио у француском Националном музеју природних наука код Пол Ван Тигема. Као студент био је први дописник Политике из Париза.
Дипломски испит је урадио из природних наука 1905. После тога се запослио у приморској лабораторији Роскофу код Алберта Дастра, у то време познатог експериментатора, који је уз Пол Ван Тигема највероватније највише утицао на формирање његове научне личности где је провео пет година. Први научни рад са темом „Амилолитичка инактивност дијализираног панкреасног сока“, заједно са још два сарадника је објавио 1906. када је имао 22 године, а затим је објавио још низ студија у часопису париског Биолошког друштва и један од њих је објавила и Француска академија наука.
Његови први радови везани су за ензимологију. Докторирао је 1909. године, на Сорбони, са тезом из физиологије под насловом: „Студија фермената, гликозида и угљених хидрата код мекушаца и ракова“ фр. Étude des ferments des Glucosides et des Hydrates de Carbone chez les Mollusques et chez les Crustacés.
И поред тога што је рођен, дипломирао и докторирао и могао да настави каријеру у Француској, вођен патриотизмом и бригом за изградњу сопствене земље, после завршеног доктората се вратио у Србију.

### Породица
Женио се три пута. Прва супруга је била Францускиња и рано је умрла. Друга је била из Баваништа у Банату, сеоска учитељица, са којом је имао ћерку Иванку Ђају-Миланковић (1934—2002) - умрла је у Сремској Митровици, где је и започела новинарску каријеру, a иначе је дуго живела у Канади. У познијим годинама оженио се по трећи пут ученицом, сарадницом, асистенткињом и професорком са Београдског универзитета Лепосавом Марковић (1910—1991). Живели су у професорској колонији. Његов стриц је био Јован Ђаја. Међу великим пријатељима и колегама, са којима се дружио и сарађивао је био Милутин Миланковић.
Преминуо је 1. октобра 1957. године, у Београду, за време XV Међународног конгреса за војну медицину и фармацију, као председник Симпозијума о хипотермији. Последњу почаст су му одале колеге и поштоваоци његовог рада из читавог света.

## Рад
Академик Иван Ђаја је један од највећих српских физиолога и биолога, чија је непроцењива заслуга у утемељивању научне физиологије у Србији, засноване на експерименталном раду. Овај изузетно даровит научник, филозоф и књижевник, још почетком 20. века је поставио темеље експерименталне физиологије и физиолошке хемије (касније биохемије) не само у Србији, већ и у југоисточној Европи. Године 1910. Иван Ђаја је на ондашњем Филозофском факултету основао прву Катедру за физиологију у оквиру Физиолошког завода. То је била прва катедра за физиологију, не само у Србији, већ и прва те врсте међу Јужним Словенима. Академик Иван Ђаја, својим радом у настави, а нарочито резултатима које је постигао у области терморегулације и биоенергетике, допринео је угледу Србије у свету тако да се Физиолошки завод почео помињати као „Београдска физиолошка школа“. Било је то златно раздобље за физиологију као науку у Србији.
Колико су Ђајини научни радови били допринос светској науци сведочи и његов пријем у Француску академију наука, на упражњено место након смрти Александера Флеминга, проналазача пеницилина, у одељење за медицину и хирургију. Наиме, убрзо по оснивању катедре, Ђаја је почео да се интензивно бави научним истраживањима. Његова девиза је била: „Nulla dies sine experimentum“ (срп. Ниједан дан без експеримента). Већ 1912. године објавио је и прве резултате својих истраживања у монографском раду под насловом „Ферменти и физиологија“. Написао је уџбеник „Основи физиологије“ (1923), први те врсте у Србији, који је посветио „првом нараштају уједињене Југословенске Универзитетске омладине“. У предговору овог уџбеника Иван Ђаја, у духу класичних филозофа, истиче да је „градиво распоредио и развио на основу једне опште биолошке идеје водиље: да је промет материје и енергије основна појава живота, којој су подређене све физиолошке функције“.
Први период бављења науком је посветио ендогеним ензимима, односно ферментима, који настају радом жлезда органа за варење. Овом темом се бавио све до Првог светског рата. После 1935. године је почео да се бави проблемом хипотермије, као посебним физиолошким стањем, а тој теми се потпуно посветио 1940. Посебно га су га интересовали начини на који се она може проузроковати. Својом расправом „Стање слично зимском сну презимара добивено у пацова барометарском депресијом“, 15. јануара 1940. је започео истраживања физиологије дубоко охлађеног хомеотермног организма, која је у свету била позната као Ђајина крива терморегулације. За ове радове је добио награду Париске академије наука, Перунове (1940) и Монтионове (1946).
Мање је познато упорно настојање проф. Ивана Ђаје за одгонетањем комплексног функцијског сплета у природи уопште. Бавећи се научним радом из области физиологије, биолошке дисциплине која синтетише сва знања науке о животу, академик Ђаја је настојао да презентује и адекватна филозофска тумачења о природи науке, њеним основама, критеријумима, принципима и путевима развоја. Већ почетком 1930-их година, Ђаја је изнео своје филозофске погледе о науци и вредности знања у књизи „Трагом живота и науке“.
Поред већ споменуте књиге он је објавио и више публикација: „Од живота до цивилизација“ (Београд, 1933), „Низ воду“ (Београд, 1938), „Дубровачки разговори“, док је у рукопису остало његово дело „Откриће света“. Круну његовог филозофског опуса представља монографија „L'Homme et la vie inventive“ (срп. Човек и инвентивни живот) коју је написао у својим зрелим годинама, а која је објављена у Француској, 1955. године. У овој студији износи тезе о пореклу биолошки инвентивне моћи, о сврховитости одређених појава у живом свету, као и појму корисности у биологији. Међутим, ово његово дело је, осим филозофске синтезе, истовремено и јединствена општа физиологија природе. Чак се може истаћи да је оно својеврсна енциклопедија функционалне анатомије екосистема или „филозофска екофизиологија“.
Први светски рат је провео у Бечу, под присмотром полиције. Редовни професор Универзитета у Београду постао је 1921. године. Био је потпредседник Црвеног крста Југославије пре Другог светског рата. После Другог светског рата постављен је за управника Физиолошког завода. За дописног члана Националне медицинске академије у Паризу изабран је 1952. године. За почасног доктора Универзитета у Паризу изабран је 1954, што је част коју су са простора некадашње Југославије имали још само Никола Тесла и Јован Цвијић. Био је дописни члан Француске академије наука у Паризу од 1956. године, на место упражњено смрћу Александера Флеминга. Био је први дописник „Политике“ из иностранства. Поред науке бавио се и популаризацијом науке (један је од оснивача Народног универзитета у Београду) и књижевном и друштвеном активношћу.
У слободно време је свирао флауту, иако му је у последњим годинама слух ослабио.
Његов ђак, затим сарадник Радослав Анђус, је и после његове смрти наставио да се бави овом облашћу и касније постигао још значајније резултате, што је допринело афирмацији Ђајине физиолошке школе у свету и отворила пут новим генерацијама истраживача.
Написао је романсирану биографију Луја Пастера (Пастер, 1937).

## Значајне области у научном раду
Научници данас у његовом раду разликују три раздобља током којих се бавио у три области: ензими, истраживања о метаболизму и хипотермија.
Први је трајао од студентских дана па до краја Првог светског рата кад се бавио истраживањима ензима и који је крунисао новом рационалнијом номенклатуром ензима као и прављењем Уређаја за мерење размене гасова (Ђајина метода индуковане хипотермије. Довођење пацова у стање летаргије, слично хибернацији, снижавање телесне температуре путем асфиксије и при ниској температури, и потпуни опоравак при загревању организма), данас познатог као „Ђајин апарат”.
У другом, који је трајао између два светска рата, Ђаја се усредсређује на истраживања из области биоенергетике, на проучавање метаболизма и утицаја температуре и асфиксије (обамрлост) на организме. Синтезу радова из тог доба дао је у двотомној монографији „Хомеотермија и терморегулација” у којој је објавио своју класичну криву терморегулације, у науци познату као „Ђајин дијаграм терморегулације”.
У трећем раздобљу бавио се хипотермијом (температура тела испод нормалне) и то је плодни период истраживања из области биоенергетике, о прилагођавању на хладноћу, о одбрамбеној улози хипотермије, о метаболизму у дубокој хипотермији. Од тада остала је позната „Ђајина метода” изазивања хипотермије. Ова истраживања нашла су широку примену, посебно у медицинској физиологији.

## Академик
Био је дописни члан Српске краљевске академије (Академије природних наука) од 18. фебруара 1922. Постао је прави члан (Академије природних наука) 16. фебруара 1931. Са приступом беседом: „O некојим одликама борбе против хладноће“, је проглашен академиком 6. марта 1932. године. Секретар је Академије природних наука од 7. марта 1937. до 7. марта 1939.
За редовног члана Српске академије наука (Одељења природно-математичких наука) и (Одељења медицинских наука ) изабран је 22. марта 1948. Био је редовни члан (Одељења ликовне и музичке уметности) од 20. априла 1949. Обављао је функцију секретар Одељења природно-математичких наука од 22. марта 1948. до 10. јуна 1952.
Интензивно је радио на сарадњи са другим академијама те врсте и научним институцијама. Убрзо пошто је постао академик, изабран је и за дописног члана ЈАЗУ у Загребу. Обе академије са њим на челу су основале Оцеанографски институт у Сплиту, чиме је остварена његова идеја о оснивању биолошке станице на Јадрану намењене пре свега студентима.
У новооснованој Српској академији наука, 1948. године је добио задатак да образује два нова одељења: Одељење медицинских наука и Одељење ликовних и музичких уметности, што је успешно урадио. На његов предлог, имену Академије је придодата и реч „уметност“, па је тако САН постао САНУ.

## Аутобиографија
Написао је аутобиографију објављену код нас под насловом „Откриће света“.

## Спомен плоча
Поводом стогодишњице оснивања Физиолошког завода на Балкану, 10. септембра 2010. постављена је спомен плоча, рад вајара Ђорђа Арнаута у улици која носи његово име на Врачару у Београду.